# Lotto (metrostation)
Lotto is een metrostation in de Italiaanse stad Milaan dat werd geopend op 1 november 1964 en wordt bediend door de lijnen 1 en 5 van de metro van Milaan.

## Geschiedenis
In het metroplan van 1952 was het station aan het westeinde van de Via Monte Rosa als westelijke eindpunt van lijn1 opgenomen. De bouw van het station begon in mei 1957 en op 1 november 1964 werden de eerste 21 metrostations, waaronder Lotto, van Milaan geopend. De opstelsporen aan het einde van de lijn werden onder de Viale Enrico Elia gelegd en met bogen onder het Piazzale Lorenzo Lotto verbonden met het station. Op 8 november 1975 werd de lijn verlengd tot QT8 zodat het station niet langer eindpunt was. In 1997 werden nieuwe hallen van de jaarbeurs (Fiera) geopend bij Portello en werd Fiera 2 aan de stationsnaam toegevoegd omdat Lotto het dichtstbijzijnde metrostation was. In 2005 verhuisde de jaarbeurs naar Rho maar het congrescentrum bij Portello bleef bestaan onder de naam Fieramilanocity, wat dan ook de stationsnaam Lotto Fieramilanocity opleverde. Geruime tijd was Lotto ook het metrostation voor bezoekers aan sportwedstrijden en muziekevenementen in en rond het Giuseppe Meazza stadion. In november 2010 werd begonnen met de bouw van de perrons van lijn 5 als onderdeel van de metrodienst van Garibaldi FS naar het westen. Op 29 april 2015 werd lijn 5 naar San Siro geopend waarmee Lotto een overstappunt werd voor bezoekers aan San Siro. Hiermee werd ook de reistijd van en naar San Siro verkort en de druk op het station na afloop van evenementen verminderd.

## Ligging en inrichting
Het stationsdeel uit 1964 is gebouwd naar het standaardontwerp van de “gemeentelijke” (lijn 1 & 2) metrostations in Milaan. De verdeelhal uit 1964 strekt zich uit over de volle perronlengte onder het westelijke deel van de Via Monte Rosa. De oostelijke toegangen bevinden zich aan weerszijden van de Via Monte Rosa aan de stadszijde waar een eigen rij toeganspoortjes staat. Aan de kant van het Piazzale Lorenzo Lotto bevinden zich eveneens toegangen aan weerszijden van de Via Monte Rosa en bovendien op de hoeken van het plein. Daarnaast hebben de lijnen beide een eigen toegang op het plein ter hoogte van de bushaltes. De verdeelhal van lijn 5 ligt onder het noordoost deel van het plein op ongeveer 10 meter diepte. Buiten de toegangspoortjes zijn beide verdeelhallen met elkaar verbonden. Achter de toegangspoortjes ligt onder de tunnel van lijn 1 een voetgangerstunnel die vanaf de westkant van de perrons van lijn 1 toegankelijk is. Het hoogteverschil wordt met een helling overbrugd. Tussen de verdeelhal van lijn 5 en de voetgangerstunnel nemen reizigers de roltrap of lift. Het eilandperron van lijn 5, op 28 meter diepte, is met liften en roltrappen met de voetgangerstunnel verbonden. Hoewel Portello in 2015 een eigen metrostation kreeg bleef de toevoeging gehandhaafd en werd ook langs de perrons van lijn 5 de naam Lotto Fieramilanocity aangebracht.